# JSON Web Token
JSON Web Token (JWT, МФА: [dʒɒt], вимовляється "джот") це стандарт токена доступу на основі JSON, стандартизованого в RFC 7519. Як правило, використовується для передачі даних для аутентифікації в клієнт-серверних програмах. Токени створюються сервером, підписуються секретним ключем і передаються клієнту, який надалі використовує цей токен для підтвердження своєї особи. 

## Структура
Токен JWT складається з трьох частин: заголовка (header), корисного навантаження (payload) та підпису або даних шифрування. Перші два елементи – це JSON об'єкти певної структури. Третій елемент обчислюється на основі перших і залежить від обраного алгоритму (у разі використання непідписаного JWT може бути опущений). 

### Заголовок
Заголовок (Header) це JSON елемент, що описує до якого типу належить даний токен і які методи шифрування використовувались. 
| Поле | Назва        | Значення |
| ---- | ------------ | --- |
| typ  | Type         | Описує медіатип IANA Medientyp токену. В даному випадку JWT завжди мають медіатипapplication/jwt. |
| cty  | Content Type | Це поле встановлюється коли JWT містить в собі інший JWT, в противному разі це поле пропускається. |
| alg  | Algorithm    | Описує використаний алгоритм шифрування. Зазвичай використовують HMAC з SHA-256 (HS256) або RSA з SHA-256 (RS256). Можна також не використовувати жодного шифрування, вказавши none, але це не рекомендується. Можливі значення вказуються в стандарті JSON Web Encryption (JWE) RFC 7516. |

Заголовок може наприклад виглядати так: 
```
{

  
"alg"
:
 
"HS256"
,

  
"typ"
:
 
"JWT"

}

```

### Вміст
Вміст (англ. Payload) складається з елемента JSON, який описує твердження.
```
{

  
"sub"
:
 
"1234567890"
,

  
"name"
:
 
"John Doe"
,

  
"admin"
:
 
true

}

```

Деякі твердження зарезервовані:
| Поле | Назва           | Значення |
| ---- | --------------- | --- |
| iss  | Issuer          | Той хто видав токен |
| sub  | Subject         | Визначає якого суб'єкта стосуються твердження, тобто щодо кого або чого робляться твердження. |
| aud  | Audience        | Цільова аудиторія токена. |
| exp  | Expiration Time | Час закінчення терміну дії токена в форматі Unix (кількість секунд що пройшли від 1970-01-01T00:00:00Z). |
| nbf  | Not Before      | Час в форматі Unix до настання якого токен не дійсний. |
| iat  | Issued At       | Коли токен був виданий (в форматі Unix) |
| jti  | JWT ID          | Унікальна, чутлива до регістру послідовність символів, яка однозначно ідентифікує токен. Може застосовуватись для запобігання повторному використанню токена. Це можуть бути порядкові числа, GUID або Хеш. |

Решта - це Public Claims які визначаються IANA. Крім того, той хто видає JWT може також додати Private Claim використавши URI, хоча це не є стандартизованим. Наприклад, тут може бути використана якась онтологія, на зразок Дублінського ядра або FOAF.

### Підпис
Структура підпису визначається стандартом JSON Web Signature (JWS, RFC 7515). 
Щоб згенерувати підпис, заголовок та вміст кодуються в Base64, записуються в один рядок через крапку, а потім цей рядок хешується визначеним методом:
```
var
 
encodedString
 
=
 
base64UrlEncode
(
header
)
 
+
 
"."
 
+
 
base64UrlEncode
(
payload
);

var
 
hash
 
=
 
HMACSHA256
(
encodedString
,
 
secret
);

```

### Кодування
Заголовок, вміст і підпис кожен кодуються в Base64 і розділяються в токені крапкою. JWT може виглядати так: 
eyJhbGciOiJIUzI1NiIsInR5cCI6IkpXVCJ9.eyJpc3MiOiJzY290Y2guaW8iLCJleHAiOjEzMDA4MTkzdHJ1ZX0.03f329983b86f7d9a9f5fef85305880101d5e302afafa20154d094b229f75773

## Передача за допомогою HTTP
JWT передається в заголовках HTTP, зазвичай двома способами: 
- в полі Authorization як Bearer-Token: Authorization: Bearer eyJhbGciOiJIUzI1NiIsInR5cCI6IkpXVCJ9...
- в полі Cookie: Cookie: token=eyJhbGciOiJIUzI1NiIsInR5cCI6IkpXVCJ9...

Обидва методи мають різні переваги і недоліки:
|                 | Bearer-Token                                                                                     | Cookie                                                                                           |
| --------------- | ------------------------------------------------------------------------------------------------ | ------------------------------------------------------------------------------------------------ |
| Заголовок       | Authorization: Bearer <JWT>                                                                      | Cookie: token=<JWT>                                                                              |
| CORS            | Працює з CORS, проте необхідна реалізація на JavaScript.                                         | Кукі зберігаються в браузері лише для конкретного домену, CORS неможливий.                       |
| Зберігання      | Можливі всі способи зберігання доступні для JavaScript, як наприклад WebStorage чи Cookie-Store. | Cookie розміщуються в Cookie-Store.                                                              |
| Захист від MITM | Наявність TLS повинна перевірятись в JavaScript.                                                 | Коли на кукі встановлюється прапорець secure, тоді примусово застосовується TLS.                 |
| Захист від XSS  | Повинен реалізовуватись в JavaScript.                                                            | Неявний, якщо для кукі встановлено прапорець HttpOnly, для запобігання доступу через JavaScript. |
| Захист від CSRF | Неможливий. Необхідні інші заходи.                                                               | Повинен реалізовуватись в JavaScript                                                             |

## JWS
Підписані JSON-токени описуються JWS специфікацією (RFC 7515).

### Підтримувані алгоритми підпису
Підпис заголовка та корисного навантаження виконується такими алгоритмами:
Обов'язковий для підтримки всіма реалізаціями алгоритм:
- HMAC з використанням SHA-256 (HS256)

Рекомендовані алгоритми:
- RSASSA PKCS1 v1.5 з використанням SHA-256 (RS256)
- ECDSA з використанням P-256 та SHA-256 (ES256)

Також підтримуються варіації рекомендованих алгоритмів з використанням SHA-384 та SHA-512 відповідно:
- HS384, HS512
- RS384, RS512
- ES384, ES512

Абревіатури курсивом - назви, що використовуються в JSON-токенах, описані специфікацією JWA ([rfc:7519 RFC 7518])

### Структура заголовка
У разі підписаного JWT до заголовка можуть бути додані додаткові ключі:
- jku: URI на набір відкритих ключів у JSON-форматі, що використовуються для підпису даного токена (JSON Web Key Set URL).
- jwk: Ключ, який використовується для підпису цього токена (JSON Web Key).
- kid: Унікальний ідентифікатор ключа для випадку, коли вказується набір ключів (Key ID).
- x5u: URI на набір сертифікатів X.509. Перший сертифікат у наборі повинен бути тим, який використовувався для підпису токена (X.509 URL).
- x5c: Масив сертифікатів X.509 у форматі JSON, використаних для підпису даного токена (X.509 certifcate chain).
- x5t: Цифровий відбиток сертифіката SHA1 X.509 (X.509 certificate SHA-1 fingerprint).
- crit: Масив рядків із назвами ключів даного заголовка, які мають оброблятися парсером JWT. Якщо мають бути оброблені всі ключі, то використовується (critical).[12]

## Реалізації
Реалізації JWT доступні на безлічі платформ. Актуальний список можна знайти на сайті JWT.io

## Security Event Token
Security Event Token (SET) розширює стандарт JWT твердженням events, яке містить список подій що стосуються безпеки. Ці токени містять відмітку часу і дійсні необмежений час. Вміст SET-токена може виглядати наступним чином: 
```
{

  
"iss"
:
 
"https://server.example.com"
,

  
"sub"
:
 
"248289761001"
,

  
"aud"
:
 
"s6BhdRkqt3"
,

  
"iat"
:
 
1471566154
,

  
"jti"
:
 
"bWJq"
,

  
"sid"
:
 
"08a5019c-17e1-4977-8f42-65a12843ea02"
,

  
"events"
:
 
{

    
"http://schemas.openid.net/event/backchannel-logout"
:
 
{}

  
}

}

```

SET можуть використовуватись для аудиту. На даний час (травень 2018) IETF поки що не створило для SET офіційного RFC.